# Scott May
Scott Glenn May (ur. 19 marca 1954 w Sandusky) – amerykański koszykarz, skrzydłowy, mistrz olimpijski  z 1976 roku.
Jego syn Sean był również koszykarzem NBA oraz mistrzem NCAA (2005). Są jednym z zaledwie czterech duetów na linii ojciec–syn w historii męskiej koszykówki, które zdobyły mistrzostwo NCAA. Inny z jego synów – Scott Jr dotarł do finałów NCAA w 2002 roku.

## Osiągnięcia
Na podstawie, o ile nie zaznaczono inaczej.
NCAA
- Mistrz:
  - NCAA (1976)[4]
  - sezonu regularnego konferencji Big 10 (1973–1976)
- Uczestnik rozgrywek:
  - NCAA Final Four (1973, 1976)
  - Elite 8 turnieju NCAA (1973, 1975, 1976)
- Zawodnik Roku NCAA:
  - im. Naismitha (1976)[5]
  - według:
    - National Association of Basketball Coaches (NABC – 1976)[6]
    - Associated Press (1976)[7]
    - United Press International (1976)[8]
    - Helms Athletic Foundation (1976)[9]
    - Sporting News (1976)[10]
- Laureat Adolph Rupp Trophy (1976)[11]
- Zaliczony do:
  - I składu:
    - All-American (1975, 1976)
    - turnieju NCAA (1976)[12]

  - Akademickiej Galerii Sław Koszykówki (2017)[13]

NBA
- Wybrany do  NBA I składu debiutantów NBA (1977)[14]

Inne
- Uczestnik pucharu Koracia (1985/86)[15]

Reprezentacja
- Mistrz olimpijski (1976)[1]